# Риди, Патриция
Патриция Ри́ди (англ. Patricia Collins Wrede, урождённая Патриция Коллинз; род. 27 марта 1953, Чикаго) — американская писательница.
Русские переводы её книг выходили также под фамилией Рид или Рэде.

## Биография
Патриция родилась в 1953 году. Старшая из пяти детей в семье. В 1974 году окончила Карлтонский колледж со степенью бакалавра, а в 1977 году получила степень магистра в Университете Миннесоты.

## Личная жизнь
С 1976 по 1991 год была замужем за Джеймсом Риди.